# Isola Aguelli
L'isola Aguelli è un'isola algerina, che si trova davanti alla spiaggia di Reghaia, appartenendo al territorio comunale di Boumerdès.